# ماجي جبران
ماجي جبران أو الأم ماجي (بالإنجليزية: Mama Maggie)‏ واسمها الأصلي: ماجدة جبران، هي سيدة مصرية مسيحية أرثوذكسية، وهي المؤسس ورئيس المكتب التنفيذي لجمعية Stephen's Children الخيرية في القاهرة، مصر.
و قد كانت أستاذًا جامعيًا لعلوم الحاسبات في الجامعة الأمريكية في القاهرة، وهي متزوجة ولديها ابن وابنة، و قد رُشحت للحصول علي جائزة نوبل للسلام في عام 2012.
و غالبًا ما يشار إلي ماجي حوبرين علي أنها الأم تريزا للقاهرة، وقد كانت تعيش في ثراء بعيدًا عن الفقر  و مع ذلك كانت تواجه الاضطهاد كمسيحية.
في عام 1989  أنهت عملها الأكاديمي وأنشأت جمعية Stephan's children الخيرية والتي تهدف إلي تحسين أحوال الأطفال المسيحيين المعيشية والأسر التي تعيش في المناطق الأشد فقرًا في قري صعيد مصر. و كانت تقدم المساعدة للأطفال المسلمين والبهائيين الفقراء لأيضًا.